# (2560) Siegma
(2560) Siegma es un asteroide perteneciente al cinturón de asteroides, descubierto el 14 de febrero de 1932 por Karl Wilhelm Reinmuth desde el Observatorio de Heidelberg-Königstuhl, Alemania.

## Designación y nombre
Designado provisionalmente como 1932 CW. Fue nombrado Siegma en honor al astrónomo alemán Siegfried Marx, se hizo esta composición con el nombre.